# Edmond Stapfer
Pour les articles homonymes, voir Stapfer.
Edmond Stapfer, de son vrai nom Edmond-Louis Stapfer, né le 7 septembre 1844 à Paris où il est décédé le 14 décembre 1908, était un pasteur et théologien protestant français.

## Biographie
Edmond Stapfer naît en 1844 dans une famille protestante. Il est le petit-fils de Philipp Albert Stapfer, frère de l’écrivain Paul Stapfer.
Il étudie à la faculté de théologie protestante de Montauban et dans plusieurs universités allemandes. Il exerce ensuite comme pasteur dans plusieurs paroisses. En 1870, il est au temple protestant de Tours, puis rejoint Paris : en 1876 au temple protestant de l'Étoile, en 1889 au temple protestant de l'Annonciation, dont il préside la construction,.
En 1877, il est nommé professeur d'exégèse du Nouveau Testament à la faculté de théologie protestante de Paris. Il en est élu doyen en 1901, fonction qu'il exerce jusqu'à sa mort en 1908.
Ses écrits les plus importants sont La Palestine au temps de Jésus-Christ (1883), Jésus-Christ, sa personne (1891) et une édition folklorique française du Nouveau Testament (1896). Il a également sorti deux Sermons de groupe (1904 et 1908).

## Publications
- L'Autorité de la Bible et la critique : leçon faite à la séance de rentrée des cours de la Faculté de théologie protestante de Paris, le 3 novembre 1891, Paris : Fischbacher , 1891
- Michel Nicolas : critique biblique, Paris : Fischbacher, 1901
- La Palestine au temps de Jesus-Christ d'après le Nouveau Testament, l'historien Flavius Josèphe et les Talmuds, par Edmond Stapfer,, Deuxième édition, Paris : Fischbacher , 1885 Texte sur Gallica.fr
- Les Idées religieuses en Palestine à l'époque de Jésus-Christ, Tours : impr. Rouillé-Ladevèze , 1876
- Jésus-Christ sa personne, son autorité, son œuvre, Paris : Fischbacher , 1896-1898
- De l'état actuel du protestantisme en France : La Déclaration de foi de 1872 : étude historique et critique, Paris : Fischbacher , 1908
- Les Idées religieuses en Palestine à l'époque de Jésus-Christ, 2e éd, Paris : Sandoz et Fischbacher , 1878
- Jésus-Christ sa personne, son autorité, son œuvre. Tome premier, Jésus-Christ avant son ministère, 3e édition, Paris : Fischbacher , [1896]
- La Pensée de Jésus sur ses miracles, Toulouse : impr. A. Chauvin et fils , 1868
- Sermons, Paris : Fischbacher , 1909
- Réponse aux articles de M. le professeur A. Sabatier sur ma traduction du Nouveau Testament, Paris : Fischbacher , 1889
- La Prédication d'Eugène Bersier, Paris : Fischbacher , 1893
- La Palestine au temps de Jesus-Christ d'après le Nouveau Testament, l'historien Flavius Josèphe et les Talmuds, 6e édition revue et corrigée, Paris : Fischbacher , 1892
- La Palestine au temps de Jésus-Christ d'après le Nouveau Testament, l'historien Flavius Josèphe et les Talmuds, 5e éd. rev. et corr, Paris : Libr. Fischbacher , 1892
- L'Essénisme et le christianisme primitif : leçon d'ouverture, Univers. de Paris, Paris , 1900
- Jésus-Christ sa personne, son autorité, son œuvre. Tome II, Jésus-Christ pendant son ministère, Paris : Fischbacher , 1897
- Le plus ancien manuscrit du Nouveau Testament, Paris , 1880
- La Palestine au temps de Jésus-Christ d'après le Nouveau Testament, l'historien Flavius Josèphe et les Talmuds, 8e éd. rev. et corr / Paris : Libr. Fischbacher , 1908
- Jésus-Christ pendant son ministère, 2e éd., Paris : Fischbacher , 1897
- Jésus-Christ sa personne, son autorité, son œuvre. Tome III, La Mort et la Résurrection de Jésus-Christ, Paris : Fischbacher, 1898
- La Palestine au temps de Jésus-Christ d'après le Nouveau Testament, l'historien Flavius Joséphe et les Talmuds, 3e éd., revue et corrigée., Paris : Librairie Fischbacher , 1885
- De Extrema parte Evangelii Marci, Turones : ex typis E. Mazereau , 1872
- Jésus-Christ sa personne, son autorité, son œuvre. Tome premier, Jésus-Christ avant son ministère, Paris : Fischbacher , 1896
- La Palestine au temps de Jésus-Christ d'après le Nouveau Testament : l'historien Flavius Josèphe et les Talmuds, Paris : Fischbacher , 1885
- Jésus de Nazareth et le développement de la pensée sur lui-même : étude historique, Paris : Sandoz & Fischbacher , 1872